# Papa Jack Laine
George Vetiala Laine dit Papa Jack Laine, né le 21 septembre 1873 à La Nouvelle-Orléans et mort le 1er juin 1966 à Jackson en Louisiane, est un batteur, saxophoniste et chef de brass band américain de La Nouvelle-Orléans, actif dans les années précédant la Première Guerre mondiale. Il est connu pour avoir formé de nombreux musiciens de ce qui sera plus tard nommé le jazz.

## Groupes et musiciens

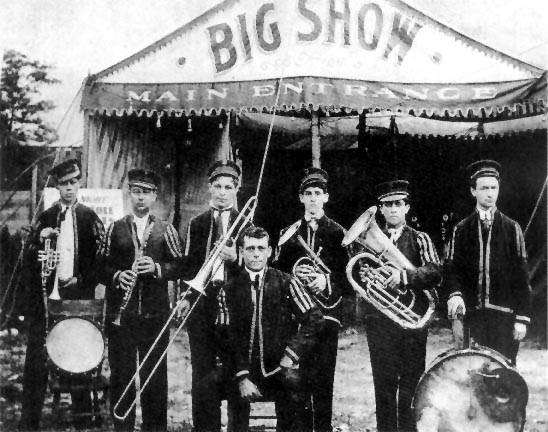
Le groupe de Jack Laine devant un chapiteau de concert à La Nouvelle-Orléans en 1910. Debout de gauche à droite : Manuel Mello au cornet, Alcide Yellow Nunez à la clarinette, Leonce Mello au trombone, Alfred Baby Laine au saxhorn, Chink Martin Abraham au tuba, et Tim Harris à la grosse caisse ; Jack Laine, assis devant.

Il est le fils de François Laine et Bernardine Wink et vit dans le Faubourg Marigny où il passera la grande partie de sa vie. Enfant, il joue déjà de la batterie, du tuba et du saxhorn. En 1888, il monte son premier orchestre, il n'a alors que quinze ans. Sa fanfare, Reliance Brass Band, est la première formation à mêler les musiques européenne, africaine et latine. Les premiers musiciens de jazz y ont joué ou ont été influencés par ceux y ayant joué. Nombre de musiciens de la Nouvelle-Orléans qui diffuseront le jazz aux États-Unis dans les années 1910 et 1920 ont fait leurs débuts avec les fanfares de Jack Laine, y compris les membres du quintette Original Dixieland Jass Band. Jack Laine joue comme batteur mais est plus connu pour ses talents d'organisateur de formations musicales. Le succès sera tel qu'il montera plusieurs orchestres sous le nom Reliance pour exécuter jusqu'à cinq concerts au même moment.
Ses musiciens ont les origines les plus diverses : Afro-Américains, Anglais, Français, Allemands, Irlandais, Italiens, Juifs, Latino-Américain, Écossais... Jack Laine commence à diriger des groupes en 1885 avant que les lois Jim Crow n'entrent en vigueur à la Nouvelle-Orléans. La diversité des musiciens, leurs cultures, leurs différents statuts sociaux, leurs différences d'âge, et leurs expériences musicales variées (certains n'en ont aucune) se développent et fusionnent pour conduire à la naissance de la musique jazz.
Même après que les lois de ségrégation ont commencé à exiger que les « Blancs » et les gens « de couleur » soient séparés, Jack Laine continue à embaucher des musiciens afro-américains en les présentant comme « cubains » ou « mexicains » au cas où un ségrégationniste viendrait à causer des difficultés ; Jack Laine pensait que la musique pouvait rapprocher les gens.
Il aura comme clarinettiste Lorenzo Tio Sr., l'un des pionniers du jazz en solo.
Il prend sa retraite vers 1920, mais donne des interviews, fournissant ainsi un témoignage de première main des premières années du jazz de La Nouvelle-Orléans.
Son fils Alfred Pantsy Laine (de) (1895-1957) joue dans le brass band de son père, crée son propre orchestre, Pantsy Laine and his Wampus Cats et jouera plus tard avec Jimmy Durante.
En raison du grand nombre de musiciens passés par ses formations, Papa Jack Laine a été appelé « le père du jazz blanc » (the father of white jazz). Il a au total embauché plus de cent musiciens dans ses formations, dont :
- Chink Martin
- Achille Baquet
- Sharkey Bonano[3]
- Red Brown
- Abbie Brunies (en)
- George Brunies
- Merritt Brunies (en)
- Emile Christian
- Frank Christian
- Eddie Edwards
- Emmett Hardy
- Nick La Rocca
- Gussie Mueller
- Alcide Nunez
- Tony Parenti
- Alphonse Picou
- Henry Ragas
- Larry Shields
- Tony Sbarbaro
- Ragbaby Stephens (nl)